# Limacella guttata
Limacella guttata là một loài nấm thuộc chi Limacella trong họ Amanitaceae. Loài này được tìm thấy ở khu vực châu Âu và Bắc Mỹ, trong các cánh rừng ẩm ướt mà các loài cây rụng lá như tần bì, cử hay đu chiếm đa số.

## Danh pháp khoa học
Tên loài nấm guttata bắt nguồn từ tiếng Latinh, có nghĩa là "những giọt nhỏ".